# Garfield Davies, Baron Davies of Coity
David Garfield Davies, Baron Davies of Coity, CBE (* 24. Juni 1935; † 4. März 2019) war ein britischer Gewerkschaftsführer und Life Peer.

## Leben
Davies arbeitete ab 1950 als Elektriker. Von 1956 bis 1958 diente er bei der Royal Air Force. Ab 1969 war er hauptberuflich Gewerkschaftsoffizieller bei der Union of Shop, Distributive and Allied Workers (USDAW). Er konnte innerhalb dieser Gewerkschaft beruflich immer weiter aufsteigen, bis er ihr ab 1986 als Generalsekretär vorstand. Diesen Posten hatte er bis 1997 inne.
1996 wurde er zum Commander des Order of the British Empire ernannt und 1997 für die Co-operative Party mit dem Titel Baron Davies of Coity, of Penybont in the County of Mid Glamorgan, in den Stand eines Life Peer erhoben.
Davies war verheiratet und hatte 4 Kinder.